# Крістофер Роу (продюсер)
Крістофер Роу — американський продюсер, аудіоінженер і гітарист, який спеціалізується з кантрі-року. Він найбільш відомий своєю роботою з Тейлор Свіфт.

## Кар'єра
Роу розпочав свою кар'єру, працюючи гітаристом над фолк, нью-ейдж та етнологічними записами, перш ніж перейти до кантрі-музики  помічником інженера та редактора. Він був частиною продюсерської групи для альбому Dixie Chicks «Fly».
У 2021 році Крістофер Роу працював з Тейлор Свіфт над її двома перезаписаними альбомами «Fearless (Taylor's Version)»і «Red (Taylor's Version)», де він виступав продюсером, інженером і вокальним інженером цих альбомів.
У 2023 році Роу знову працював зі Свіфт, продюсуючи та розробляючи «Speak Now (Taylor's Version)», а також забезпечуючи фоновий вокал для композицій «From the Vault», а саме «Timeless».

## Часткова дискографія
| Рік  | Альбом / Пісня                                   | Співак                    | Роль                                 |
| ---- | ------------------------------------------------ | ------------------------- | ------------------------------------ |
| 1993 | Human Rites                                      | Douglas Spotted Eagle     | електрогітара                        |
| 1998 | It Don't Get Any Better Than This                | George Jones              | помічнік інжинірингу                 |
| 1998 | I'm Alright                                      | Jo Dee Messina            | помічнік інжинірингу                 |
| 1998 | Faith                                            | Faith Hill                | помічнік інжинірингу                 |
| 1999 | Love Trip                                        | Jerry Kilgore             | міксинг                              |
| 1999 | Fly                                              | Dixie Chicks              | інженеринг                           |
| 2001 | Step Right Up                                    | Charlie Robison           | інженер                              |
| 2001 | Say No More                                      | Clay Walker               | engineer, mixing, assistant engineer |
| 2001 | Jolie &amp; the Wanted                           | Jolie &amp; the Wanted    | інженер                              |
| 2002 | No Shoes, No Shirt, No Problems                  | Kenny Chesney             | редагування                          |
| 2002 | Friday Night in Dixie                            | Rhett Akins               | інженер, міксинг                     |
| 2003 | Vicious Cycle                                    | Lynyrd Skynyrd            | інженер                              |
| 2003 | Keith Urban/The Ranch                            | Keith Urban and The Ranch | помічнік інжинірингу                 |
| 2003 | All I Want for Christmas Is a Real Good Tan      | Kenny Chesney             | інженер                              |
| 2003 | Across the Sky                                   | Across the Sky            | інженер                              |
| 2004 | The Kurt Carr Project: One Church                | Kurt Carr                 | інженер                              |
| 2004 | Lyve: The Vicious Cycle Tour                     | Lynyrd Skynyrd            | помічнік інжинірингу                 |
| 2004 | A Traditional Christmas                          | Joe Nichols               | інженер                              |
| 2005 | Wide Open Spaces / Fly                           | Dixie Chicks              | інженер, асистент                    |
| 2005 | The Road and the Radio                           | Kenny Chesney             | інженер                              |
| 2005 | III                                              | Joe Nichols               | інженер                              |
| 2006 | The Dollar                                       | Jamey Johnson             | інженер                              |
| 2006 | Taylor Swift                                     | Taylor Swift              | реміксинг                            |
| 2006 | Peace, Love & Coondawgs                          | Cody McCarver             | інженер                              |
| 2007 | Just Who I Am: Poets &amp; Pirates               | Kenny Chesney             | інженер                              |
| 2007 | Cody McCarver                                    | Cody McCarver             | інженер                              |
| 2008 | Lucky Old Sun                                    | Kenny Chesney             | інженер                              |
| 2009 | Sara Smile                                       | Jimmy Wayne               | міксинг                              |
| 2009 | Lullaby                                          | Jewel                     | міксинг                              |
| 2009 | Big Dreams &amp; High Hopes                      | Jack Ingram               | інженер, міксинг                     |
| 2013 | Let It Snow: A Holiday Collection                | Jewel                     | міксинг                              |
| 2013 | In Time                                          | The Mavericks             | інженер, міксинг                     |
| 2016 | Deep Tracks                                      | Faith Hill                | помічнік інжинірингу                 |
| 2020 | Twenty Years of Rascal Flatts: The Greatest Hits | Rascal Flatts             | редагування                          |
| 2021 | The Sonic Ranch                                  | Midland                   | міксинг                              |
| 2021 | Fearless (Taylor's Version)                      | Taylor Swift              | продюсер, інженер, інженер з вокалу  |
| 2021 | "Wildest Dreams (Taylor's Version)"              | Taylor Swift              | продюсер, інженер, інженер з вокалу  |
| 2021 | Red (Taylor's Version)                           | Taylor Swift              | продюсер, інженер, інженер з вокалу  |
| 2022 | "This Love (Taylor's Version)"                   | Taylor Swift              | продюсер, інженер, інженер з вокалу  |
| 2023 | "If This Was A Movie (Taylor's Version)"         | Taylor Swift              | продюсер, інженер, інженер з вокалу  |
| 2023 | "Eyes Open (Taylor's Version)"                   | Taylor Swift              | продюсер, інженер, інженер з вокалу  |
| 2023 | "Safe &amp; Sound (Taylor's Version)"            | Taylor Swift              | продюсер, інженер, інженер з вокалу  |
| 2023 | Speak Now (Taylor's Version)                     | Taylor Swift              | продюсер, інженер, інженер з вокалу  |

Джерело: 